# Charlęż
Charlęż – wieś w Polsce położona w województwie lubelskim, w powiecie łęczyńskim, w gminie Spiczyn.
Wieś nad rzeką Bystrzycą (dopływ Wieprza). Z Bystrzycą i Spiczynem skomunikowana poprzez drogę powiatową 1564L.
Wieś szlachecka położona była w drugiej połowie XVI wieku w powiecie lubelskim województwa lubelskiego. W latach 1975–1998 miejscowość położona była w województwie lubelskim.
Wieś stanowi sołectwo gminy Spiczyn. Według Narodowego Spisu Powszechnego z roku 2011 wieś liczyła 737 mieszkańców.
Wierni Kościoła rzymskokatolickiego należą do parafii Wniebowzięcia Najświętszej Maryi Panny w Bystrzycy.

## Części wsi
| SIMC    | Nazwa           | Rodzaj    |
| ------- | --------------- | --------- |
| 0994466 | Charlęż-Kolonia | część wsi |
| 0391176 | Grabowiec       | część wsi |

## Historia
Wieś historycznie położona w powiecie lubelskim i parafii Bystrzyca.
Nazwy miejscowe wsi w dokumentach źródłowych przybierały niekiedy brzmienie odległe od obecnej nazwy i tak: w roku 1390 „Carlyansz” (zachowany oryginał dokumentu), w 1409 „Carlassz”, „Karlacz”, w roku 1415 „Carløsz”, 1417 „Carlosz”, „Karlansch”, następnie w 1443 „Karlas”, 1445 „Kyerlansch”, 1462 „Charlasz”, Długosz (1470-80) używa nazwy „Karwansch”.
W roku 1430 wieś graniczyła z Jawidzem, w 1466 z Jawidzem i Spiczynem, natomiast w 1476 z Grabianowicami i Spiczynem.
Wieś stanowiła własność szlachecką. W roku 1390 dziedzicem był Syrzebro (są wątpliwości, co do brzemienia) Carlanski. W latach 1409–1428 Świętochna Karlanthska, zaś w 1417 występuje w działach wdowa po Adamie. W okresie 1409–1458 Anna, w 1441 żona Jakuba, zaś w 1458 wdowa po tymże Jakubie z Mętowa łowczym lubelskim. W kolejnych latach XV wieku wieś była przedmiotem działów spadkowych także zastawów, co znajduje potwierdzenie w zachowanych księgach Ziemskich Lubelskich z tego okresu.
Wieś płaciła powinności dziesięcinne i tak: w roku 1479 oficjał sandomierski przysądza kościołowi w ówczesnym mieście Czemierniki dziesięcinę snopową z ról dworskich Mikołaja Pszonki, Abrahama Giszowskiego i Borzechowskiego w Charlęży. Według zapisów z roku 1529 dziesięcina z folwarku w wymiarze ½ grzywny oddawana była plebanowi w Czemiernikach, dziesięcina zaś snopowa z ról kmiecych wartości 4 ½ grzywny biskupowi (Liber Retaxationum 33, 423).
Niedaleko wsi znajduje się cmentarz wojenny z okresu I wojny światowej.